# Благовіщенська церква (Мгарський монастир)
Благовіщенська церква — православна церква на території Спасо-Преображенського Мгарського монастиря, що розташований неподалік міста Лубни, на правому березі Сули. Пам'ятка архітектури національного значення, охоронний № 593/5.

## Опис
Мурована, хрещата в плані, однобанна, увінчана наметом на восьмигранному барабані. Тоді ж місце, де стояла церква, було відокремлено від монастирського саду мурованою огорожею і одержало назву і значення чернечого скиту. Неподалік від церкви на монастирському кладовищі розташована могила 17 монахів обителі, розстріляних більшовиками 1919.

## З історії храму
При Мгарському монастирі був заснований скит на місці, де усамітнювався константинопольський патріарх Афанасій.
У 1889—1891 було збудовано Афанасіївську (Благовіщенську) церкву з благословення єпископа Полтавського Іларіона на пагорбі монастирського саду замість старої, збудованої 1804.
25 вересня 1891 року (день пам'яті преподобного Сергія) відбулося освячення нової церкви. Освячення здійснив особисто владика, що прибув спеціально з цією метою в Лубенську округу.
За радянської влади церква була перетворена на кухню організаціями, що перебували в приміщеннях колишнього монастиря.
У 1966 році в тут проходили зйомки епізодів до фільму «Весілля в Малинівці», адже роль монастиря, в якому розміщувалась банда отамана Грицияна Таврійського, виконала Благовіщенська церква.

## Галерея

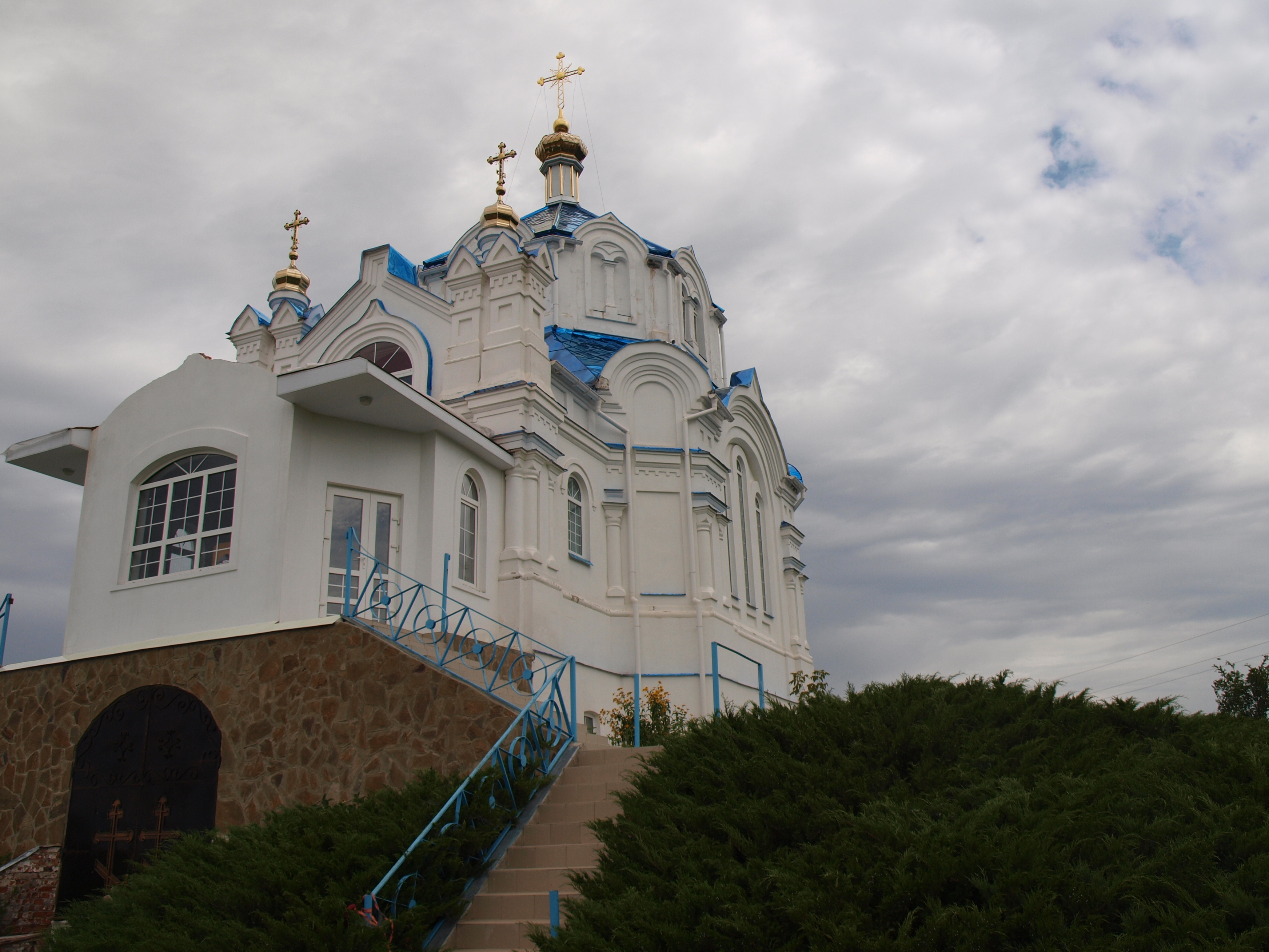
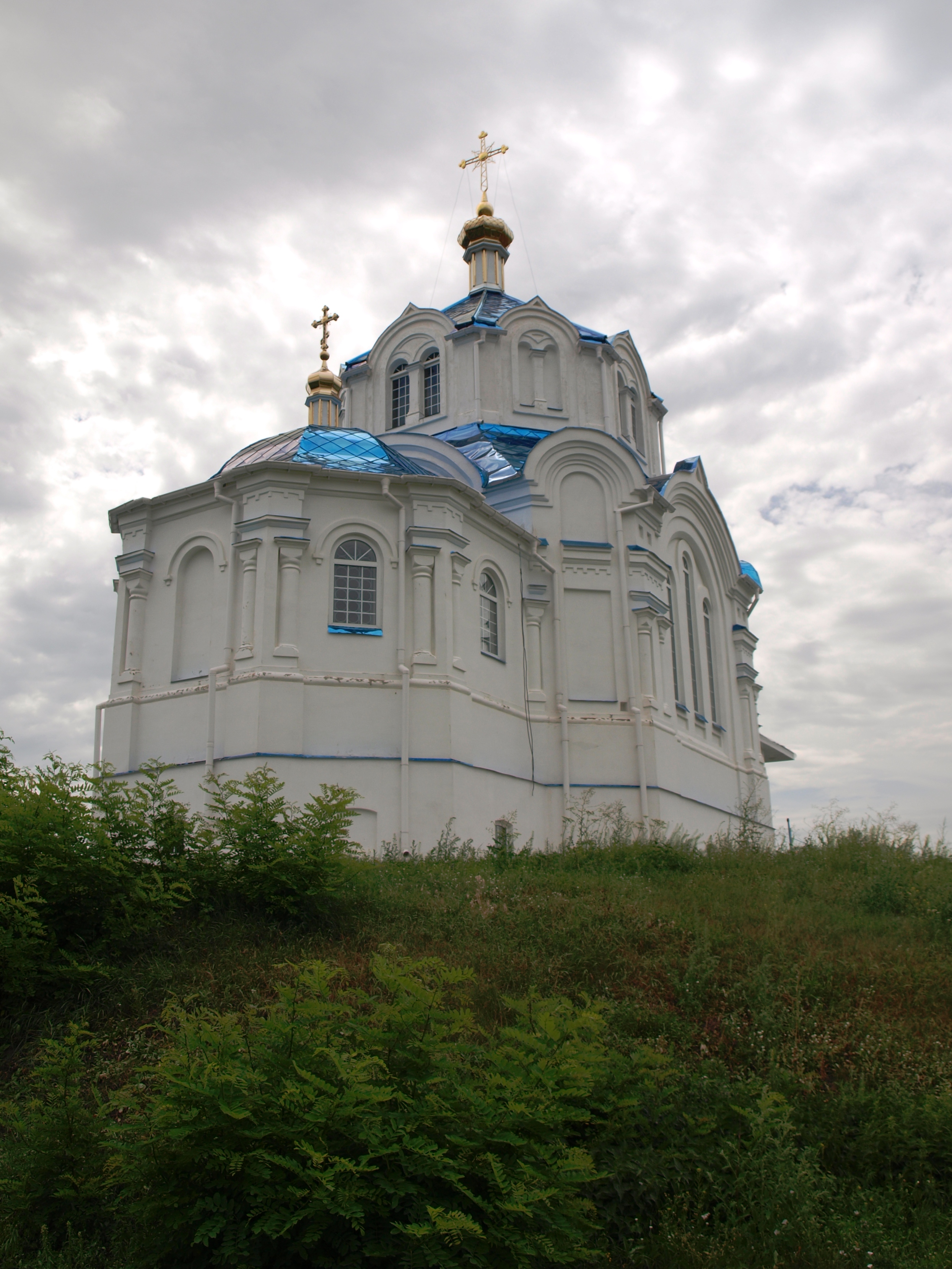
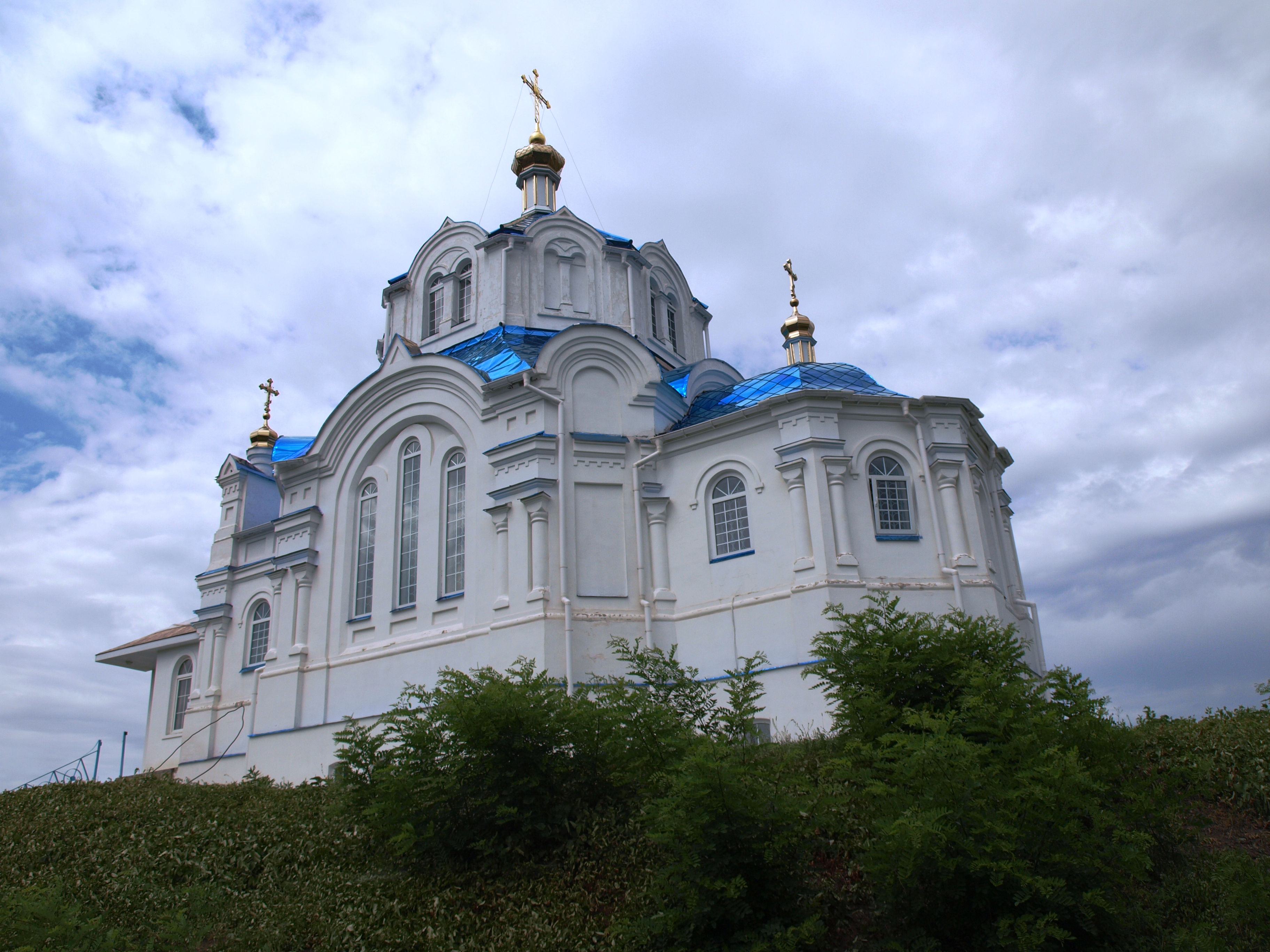
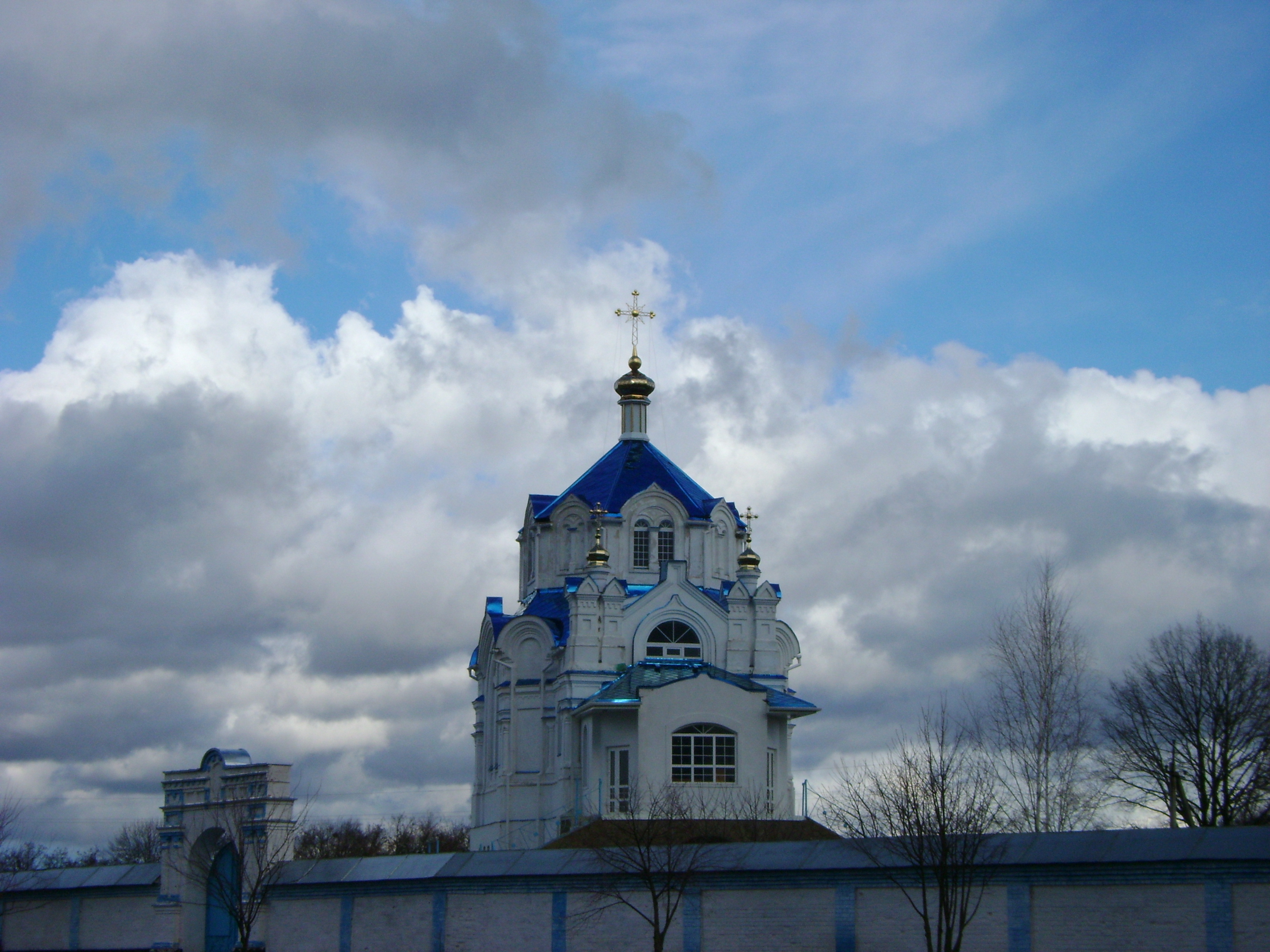
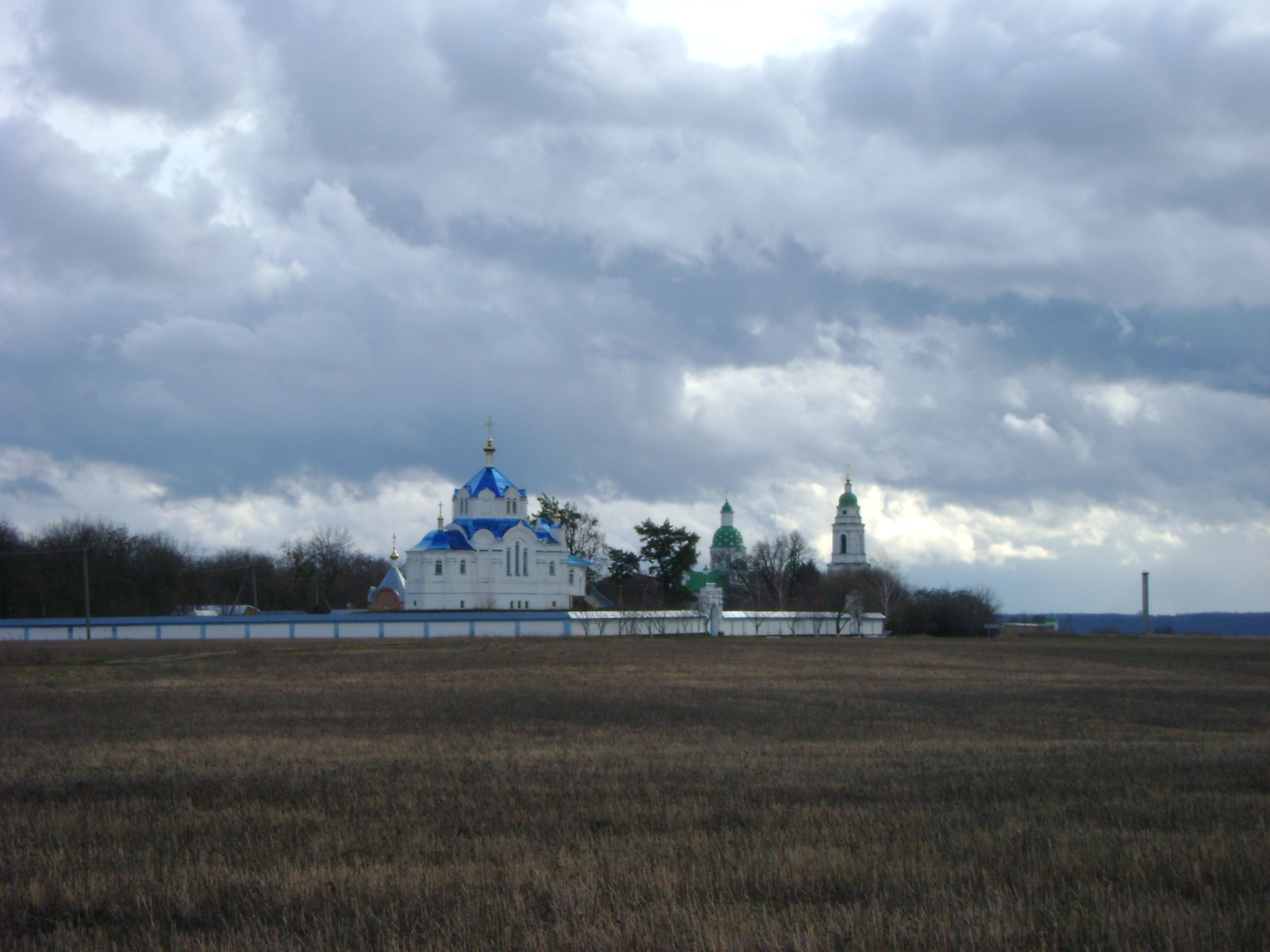

## Сучасність
Нині відреставрована.
Релігійна громада церкви зареєстрована 19.02.1993 за № 72. Богослужіння проводяться в культовій споруді.